# Carla Lazzari
Carla Lazzari (ur. 19 sierpnia 2005 w Nicei) – francuska piosenkarka. Reprezentantka Francji w 17. Konkursie Piosenki Eurowizji Junior (2019). 

## Życiorys
Pochodzi z Châteauneuf-Villevieille niedaleko Nicei w departamencie Alp Nadmorskich znajdujących się w południowo-wschodniej Francji. Urodziła się w rodzinie kompozytorów i piosenkarzy.
Mając pięć lat, wstąpiła do Konserwatorium w Nicei. 
W 2018 dotarła do finału francuskiej wersji programu The Voice Kids. 11 października 2019 roku została ogłoszona przez France Télévisions reprezentantką Francji z piosenką „Bim bam toi” w 17. Konkursie Piosenki Eurowizji Junior organizowanym w Gliwicach. 24 listopada wystąpiła w finale konkursu, w którym zdobyła łącznie 169 punktów, w tym 84 pkt. od widzów (3. miejsce) i 85 pkt. od jury (6. miejsce), dzięki czemu zajęła piąte miejsce.
W czerwcu 2020 wydała swój debiutancki album studyjny pt. L'autre moi.
Podczas finału 65. Konkursu Piosenki Eurowizji podała punkty jako sekretarz francuskiego jury.
19 grudnia 2021 roku wraz z Élodie Gossuin i Olivierem Minne była prowadzącą 19. Konkursu Piosenki Eurowizji Junior (2021), a 20 listopada 2023 roku była współprowadzącą ceremonii otwarcia 21. Konkursu Piosenki Eurowizji Junior (2023).

## Dyskografia

### Albumy
| Rok                                                     | Dane dot. albumu                                                                                                   | Najwyższe pozycje na listach | Najwyższe pozycje na listach |
| Rok                                                     | Dane dot. albumu                                                                                                   | FRA                          | BEL (Wa)                     |
| ------------------------------------------------------- | --- | ---------------------------- | ---------------------------- |
| 2020                                                    | L'autre moi - Wydany: 5 czerwca 2020 - Wytwórnia: Mercury Music Group / MHM - Format: digital download             | 38                           | 148                          |
| 2020                                                    | L'autre moi (Réédition) - Wydany: 4 grudnia 2020 - Wytwórnia: Mercury Music Group / MHM - Format: digital download | –                            | –                            |
| 2021                                                    | Sans Filtre - Wydany: 27 sierpnia 2021 - Wytwórnia: Mercury Music Group / MHM - Format: digital download           | –                            | –                            |
| „–” oznacza, że album nie był notowany na danej liście. | |                              |                              |

### Single
| Rok                                                      | Tytuł                                           | Najwyższe pozycje na listach | Najwyższe pozycje na listach | Certyfikat         | Album                   |
| Rok                                                      | Tytuł                                           | FRA                          | BEL (Wa)                     | Certyfikat         | Album                   |
| -------------------------------------------------------- | ----------------------------------------------- | ---------------------------- | ---------------------------- | ------------------ | ----------------------- |
| 2019                                                     | „Bim bam toi”                                   | 111                          | 13                           | - POL: złota płyta | L'autre moi             |
| 2020                                                     | „L'Autre Moi”                                   | –                            | –                            | –                  | L'autre moi             |
| 2020                                                     | „Siffler sur la colline” (oraz Jonathan Dassin) | –                            | –                            | –                  | –                       |
| 2020                                                     | „Cœur sur toi”                                  | –                            | –                            | –                  | L'autre moi (Réédition) |
| 2021                                                     | „Alors chut”                                    | –                            | –                            | –                  | Sans Filtre             |
| 2021                                                     | „Summer Summer”                                 | –                            | –                            | –                  | Sans Filtre             |
| 2022                                                     | „Déçue”                                         | –                            | –                            | –                  | –                       |
| 2022                                                     | „Bye Bye”                                       | –                            | –                            | –                  | –                       |
| 2023                                                     | „Joué”                                          | –                            | –                            | –                  | –                       |
| „–” oznacza, że singel nie był notowany na danej liście. |                                                 |                              |                              |                    |                         |